# Feldbahn auf der Sankt-Paul-Insel
| Feldbahn auf der Sankt-Paul-Insel | Feldbahn auf der Sankt-Paul-Insel |
| --- | --------------------------------- |
| Fliegendes Gleis auf dem Schiffsanleger der Sankt-Paul-Insel, Pribilof-Inseln, Alaska Feldbahn vom Schiffsanleger durch das Lagerhaus zur Funkstation |                                   |
| Landkarte der Feldbahn auf der Sankt-Paul-Insel, 1917–1918                                                                                            |                                   |
| Streckenlänge: | 0,5 km                            |
| Spurweite: | 2 Fuß oder 600 mm                 |
| |                                   |

Die Feldbahn auf der Sankt-Paul-Insel war eine 1898 verlegte, eingleisige, schmalspurige Feldbahn auf der Sankt-Paul-Insel, der größten der vier Pribilof-Inseln in Alaska.

## Geschichte
Die erste Feldbahn wurde 1898 von der Alaska Commercial Company als fliegendes Gleis mit vorgefertigten Gleisjochen aus Feldbahnschienen auf Stahlschwellen verlegt. Die Feldbahn führte auf einem Steg bis ins tiefe Wasser, so dass die Fracht der Boote auf Feldbahnloren verladen werden konnte, die dann an Land geschoben wurden. Dadurch mussten die Männer nicht mehr durch das Wasser waten, um Kohle, Salz und andere schwere Güter an Land zu bringen. Die Feldbahn hatte eine Spurweite von 2 Fuß (610 mm) oder 600 mm, wie sie von aus Frankreich importierten Decauville-Gleisen bekannt war.
Von 1911 bis 1912 verlegte die US-Marine eine etwa 500 m lange Feldbahn auf der Insel, um Baumaterial und Betriebsmittel für die Funkstation zu transportieren, insbesondere Kraftstofffässer für den Betrieb der Generatoren. Die Feldbahn verlief vom Anleger zur Funkstation und zu verschiedenen Gebäuden im Dorf St. Paul. Sie wurde vermutlich in der Gegenrichtung auch zum Transport von Robben und Robbenfellen benutzt, da sie auch zu den Salzhäusern und Lagerhäusern der Regierung führte.